# Xinjie (sockenhuvudort i Kina, Qinghai Sheng, lat 35,72, long 101,37)
Xinjie (kinesiska: 新街, 新街回族乡) är en sockenhuvudort i Kina. Den ligger i provinsen Qinghai, i den nordvästra delen av landet, omkring 110 kilometer söder om provinshuvudstaden Xining. Antalet invånare är 4 730. Befolkningen består av 2 352 kvinnor och 2 378 män. Barn under 15 år utgör 25,0 %, vuxna 15-64 år 66 %, och äldre över 65 år 7,0 %.
Runt Xinjie är det glesbefolkat, med 10 invånare per kvadratkilometer. Det finns inga andra samhällen i närheten. Trakten runt Xinjie består i huvudsak av gräsmarker.
Genomsnittlig årsnederbörd är 528 millimeter. Den regnigaste månaden är juli, med i genomsnitt 114 mm nederbörd, och den torraste är december, med 2 mm nederbörd.